# John David Newsome
John David Newsome (Valdosta, 1969) is een Amerikaans componist, arrangeur, muziekpedagoog en dirigent.

## Levensloop
Newsome studeerde muziek aan de Universiteit van Troy in Troy en behaalde aldaar zijn Bachelor of Music en later ook zijn Master of Music. Als muziekleraar en dirigent was en is hij bezig in het voortgezet onderwijs in het zuiden en het midden van Georgia, bijvoorbeeld aan de Clinch County High School, Homerville (1991-1994), de Tattnall County High School, Reidsville (1994-1997), de Treutlen High School, Soperton (1997-2004), de Fitzgerald High School in Fitzgerald (2004-2009) en de Cook High School, Adel vanaf 2009. Verder was hij verbonden aan talrijke projecten met school- en jeugdharmonieorkesten waarmee hij optredens verzorgde in het Walt Disney World Resort in de buurt van Orlando en aan boord van het schip "U.S.S. Yorktown" in Charleston alsook op de buitentrap van het Capitool in Washington D.C.. 
Als componist en arrangeur schrijft en bewerkt hij muziek voor blaasorkesten. 

## Composities

### Werken voor harmonieorkest
- 2001 Atlantic Coast Overture
- 2001 Discata Mexicana
- 2003 Fighting 50th Regiment, concertmars
- 2003 La Pelea del Toro (De stierenvechter)
- 2008 Excel Overture
- 2008 Patriot's Point March
- Osceola